# Ulises Rosales del Toro

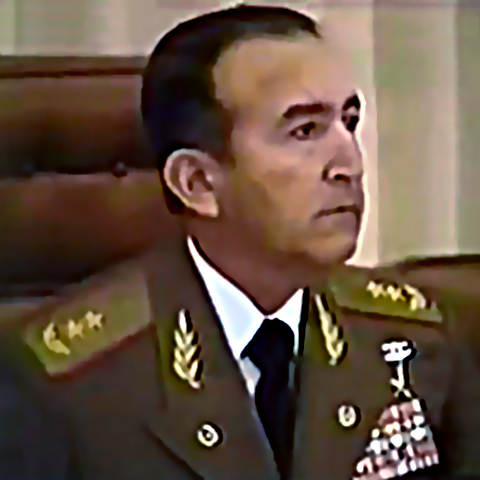
Ulises Rosales del Toro

Ulises Rosales del Toro (* 8. März 1942 in Oriente) ist ein kubanischer Generalmajor und Politiker der Kommunistischen Partei Kubas, der seit 2009 Vizevorsitzender des Ministerrates ist.

## Leben
Rosales del Toro schloss sich nach dem Schulbesuch der von Fidel Castro geführten Bewegung des 26. Juli an. In der Folgezeit nahm er an der Revolution gegen den diktatorischen Präsidenten Fulgencio Batista teil. Nach dem Sturz Batistas 1959 trat er als Offizier in die Fuerzas Armadas Revolucionarias (FAR) ein und absolvierte eine Ausbildung an der Generalstabsschule.
Rosales del Toro, der 1962 Mitglied der Vereinigten Partei der Sozialistischen Revolution (Partido Unido de la Revolución Socialista de Cuba) und 1965 der daraus hervorgegangenen Kommunistischen Partei wurde, wurde in den 1960er Jahren zum Major berufen und 1967 Stellvertreter von Major Arnaldo Ochoa, als dieser auf eine geheime Mission nach Venezuela zur Unterstützung der dortigen Rebellen geschickt wurde, die jedoch mit einer strategischen Niederlage und dem Verlust von vielen Menschenleben endete.
In den folgenden Jahren absolvierte er ein Studium der Militärwissenschaften an verschiedenen militärischen Ausbildungseinrichtungen in der Sowjetunion und nahm zwischen 1975 und 1976 am zweiten Einsatz der FAR in Angola teil. Rosales del Toro, der 1975 Mitglied des Zentralkomitees der Kommunistischen Partei wurde, war dort zuletzt 1976 Chef der Militäreinheiten in Südangola. Nachdem er von 1978 bis 1979 Absolvent der Militärakademie des Generalstabes der Roten Armee war, wurde er 1979 Chef der Einheiten der FAR in West-Kuba.
1982 wurde Rosales del Toro Vizeminister für Verteidigung und Chef des Generalstabes der Streitkräfte. Nachdem er 1986 Kandidat des Politbüros des ZK der PCC wurde, wurde er 1989 zum Generalmajor befördert sowie Erster Vizeminister für Verteidigung und übte weiterhin das Amt des Chefs des Generalstabes der FAR aus.
1997 übernahm er als Nachfolger von Nelson Torres Pérez das wichtigste Amt des Zuckerministers und bekleidete diese Funktion bis 2009. 2008 wurde er Nachfolger von María del Carmen Pérez als Landwirtschaftsminister, während Luis Manuel Ávila Cruz neuer Zuckerminister wurde. Zusätzlich ist er seit 2009 einer der Vizevorsitzenden des Ministerrates und dessen Exekutivkomitees.
Rosales del Toro übergab das Amt des Landwirtschaftsministers 2010 an Gustavo Rodríguez Rollero. Im April 2011 schied er aus dem Politbüro der Kommunistischen Partei aus. Er ist weiterhin Mitglied des Zentralkomitees der PCC sowie Abgeordneter der Nationalversammlung.